# Francis Guillo
Francis Guillo, né le 5 octobre 1912 à Argentan et mort le 18 novembre 1996 à Cambo-les-Bains,  est un malfaiteur français, lieutenant d'Émile Buisson. Arrêté, il est condamné à mort, peine commuée en travaux forcés à perpétuité. Libéré pour bonne conduite, il écrit des livres autobiographiques, puis se retire dans un monastère.

## Biographie
Le père de Francis Guillo, breton, est cheminot à Argentan en Normandie. Sa mère, alcoolique, infidèle, chassée par son mari, est condamnée pour avortement, et meurt de la grippe espagnole à la prison de Rennes.
En échec scolaire, Francis Guillo est engagé très jeune dans la Marine, en tant que mousse. Après une bagarre au couteau, il est traduit devant le conseil de guerre, qui l'acquitte comme mineur. Il est cependant envoyé en maison de correction, où il passe dans la « section de mérite » comprenant les jeunes s'amendant. En libération surveillée, il est en Bretagne chez son père, et travaille chez Renault, puis part dans le Bordelais pour les vendanges. Après une nouvelle bagarre, il est emprisonné pour trois mois au Fort du Hâ.
Évadé de Fresnes, il est de nouveau arrêté le 30 janvier 1949, à Issy-les-Moulineaux, par la police municipale
Il comparaît devant la justice pour trente-deux agressions à main armée ; son procès dure six ans. Il est condamné à mort le 27 janvier 1955. Sa peine est d'abord commuée en travaux forcés à perpétuité, puis à vingt ans de réclusion criminelle.
Incarcéré à la prison de la Santé pendant huit ans, il est ensuite au centre de détention de Toul, puis à celui de Caen.
Pour sa bonne conduite, il bénéficie à soixante-deux ans d'une libération conditionnelle, mais avec une interdiction de séjour. Il écrit des livres autobiographiques, est outilleur-ajusteur en Lorraine, puis se retire dans un monastère.
Des extraits de ses ouvrages sont cités dans les chroniques et lexiques sur le français populaire, pour les expressions familières qu'il emploie comme la « malle à quatre nœuds » pour le baluchon, ou « faire la manche ».

## Œuvres
- Le Truand, avec Jean Marchand, Paris, Éditions ouvrières, 1975, 139 p[6].
- Le P'tit Francis, récit recueilli par Antoine de Gaudemar, Paris, Robert Laffont, 1977, 261 p[7].
- (it) Il malvivente : dietro le sbarre ho incontrato il Cristo, avec Jean Marchal, Roma, Città Nuova, 1979[8].